# 拉戈尔 (阿尔梅里亚省)
拉戈尔，是西班牙安达卢西亚自治区阿尔梅里亚省的一个市镇。 总面积27km2, 总人口375人（2001年），人口密度14人/km2。